# Henry Hyde (4e comte de Clarendon)
Henry Hyde (juin 1672 – 10 décembre 1753) est un aristocrate et homme politique anglais. Il est titré Lord Hyde de 1682 à 1711 puis 4e comte de Clarendon.

## Biographie
Il est le fils de Laurence Hyde (1er comte de Rochester) et de Lady Henriette, fille de Richard Boyle (1er comte de Burlington). Son éducation commence au Collège d'Eton, où il étudie de 1683 à 1687 puis il entre à l'Université d'Oxford en 1700. De 1687 à 1690 il voyage à l'étranger en Italie, Allemagne et aux Provinces-Unies. Il est député Tory pour Launceston de 1692 à 1711 et haut commissaire de l'Université d'Oxford à partir de 1711. Il est nommé au Conseil Privé de Grande-Bretagne en 1710.
Il succède à son père en tant que 2e comte de Rochester, le 2 mai 1711 et à son cousin comme 4e comte de Clarendon, le 31 mars 1723. En 1719, il est l'un des principaux abonnés à l'Académie Royale de Musique (1719), une société qui produit de l'opéra baroque sur scène. Son décès est survenu six mois après celle de son dernier fils survivant, entraînant l'extinction des deux comtés.

## La famille
Il épouse Jeanne Leveson-Gower, fille de William Leveson-Gower (4e baronnet), le 8 mars 1692. Ils ont des enfants:
- Henrietta Hyde (décédée le 5 juillet 1710)
- Edward Hyde (décédé le 17 novembre 1702)
- Laurence Hyde ( 6 octobre 1703; 27 mai 1704)
- Ann Hyde (décédée le 2 novembre 1709)
- Jane Hyde (d. janvier 1723/1724), épouse de William Capell (3e comte d'Essex), le 27 novembre 1718
- Catherine Hyde (c. 1701 – 17 juillet 1777), épouse de Charles Douglas (3e duc de Queensberry), le 10 mars 1720
- Charlotte Hyde (c.1707 – 17 mars 1740)
- Henry Hyde (vicomte Cornbury) (1710–1753)